# Slag bij Summit Point
De Slag bij Summit Point vond plaats op 21 augustus 1864 in Jefferson County, West Virginia als deel van de veldtochten in de Shenandoahvallei van 1864 tijdens de Amerikaanse Burgeroorlog. Deze slag is ook gekend als de slag bij Flowing Springs of Cameron's Depot.
Terwijl generaal-majoor Philip Sheridan zijn leger samentrok bij Charles Town, West Virginia werden ze aangevallen door twee Zuidelijke colonnes onder leiding van luitenant-generaal Jubal A. Early en generaal-majoor Richard H. Anderson. Anderson viel aan in noordelijke richting tegen de Noordelijke cavalerie bij Summit Point. De Noordelijken trokken zich al vechtend terug naar Halltown, West Virginia. Er vielen aan beide zijden samen ongeveer 1.000 slachtoffers.